# 6 mm Remington
La munition 6 mm Remington (appellation anglo-saxonne : .244 Remington) est une cartouche de chasse convenant pour le chamois, le chevreuil et l'isard. Elle est fabriquée industriellement aux États-Unis par la société Remington Arms, mais est peu répandue en France.

## Balistique indicative
- Masse de la balle : 4,9 g, 5,2 g ou 6,5 g.
- Vitesse initiale : 945-1057 m/s
- Énergie initiale : 2636-2906 joules

## Sources
- Le Chasseur français, HS n°26 « Armes & équipements 2002 », septembre 2002.